# Taxifoline
La taxifoline ou dihydroquercétine est un composé organique de la famille des flavanonols, un sous-groupe de flavonoïdes. Elle est naturellement présent dans l'açaï (Euterpe oleracea), le mélèze de Sibérie (Larix sibirica) et la silymarine extraite des graines de chardon-Marie. Elle est aussi présente en faible quantité dans l'oignon rouge.
C'est le dérivé 2,3-dihydrogéné de la quercétine.